# Borja Mayoral
Borja Mayoral Moya (Parla, 1997. április 5.) spanyol labdarúgó, aki a spanyol korosztályos válogatott tagja és a Getafe játékosa.

## Pályafutása
2020. október 2-án a Real Madrid a hivatalos honlapján jelentette be, hogy a játékos 2 szezonra azaz 2022 nyaráig kölcsönbe kerül az olasz AS Roma klubcsapatához.

## Statisztika
2020. július 16. szerint
| Klub                 | Szezon         | Bajnokság | Bajnokság | Kupa  | Kupa  | Nemzetközi | Nemzetközi | Összesen | Összesen |
| Klub                 | Szezon         | Meccs     | Gólok     | Meccs | Gólok | Meccs      | Gólok      | Meccs    | Gólok    |
| -------------------- | -------------- | --------- | --------- | ----- | ----- | ---------- | ---------- | -------- | -------- |
| Real Madrid          | 2014–15        | 0         | 0         | 0     | 0     | 0          | 0          | 0        | 0        |
| Real Madrid          | 2015–16        | 6         | 0         | 0     | 0     | 0          | 0          | 6        | 0        |
| Real Madrid          | 2017–18        | 13        | 3         | 6     | 3     | 4          | 1          | 23       | 7        |
| Összesen             | Összesen       | 19        | 3         | 6     | 3     | 4          | 1          | 29       | 7        |
| Real Madrid Castilla | 2014–15        | 5         | 2         | 0     | 0     | -          | -          | 5        | 2        |
| Real Madrid Castilla | 2015–16        | 21        | 9         | 0     | 0     | -          | -          | 21       | 9        |
| Összesen             | Összesen       | 26        | 11        | 0     | 0     | 0          | 0          | 26       | 11       |
| VfL Wolfsburg        | 2016–17        | 19        | 2         | 2     | 0     | —          | —          | 21       | 2        |
| Levante (kölcsönben) | 2018–19        | 29        | 3         | 4     | 2     | —          | —          | 33       | 5        |
| Levante (kölcsönben) | 2019–20        | 33        | 8         | 2     | 1     | —          | —          | 35       | 9        |
| Levante (kölcsönben) | Összesen       | 62        | 11        | 6     | 3     | 0          | 0          | 68       | 14       |
| Teljes karrier       | Teljes karrier | 139       | 33        | 15    | 6     | 4          | 1          | 158      | 40       |

## Sikerei, díjai

### Klub
- Real Madrid Castilla
  - Segunda División B: 2015–16

### Válogatott
- Spanyolország U19
  - U19-es labdarúgó-Európa-bajnokság: 2015

- Spanyolország U21
  - U21-es labdarúgó-Európa-bajnokság: 2019

### Egyéni
- U19-es labdarúgó-Európa-bajnokság gólkirálya: 2015

## Külső hivatkozások
- Borja Mayoral adatlapja a worldfootball.net oldalon (angolul)
- Borja Mayoral adatlapja a Soccerway oldalon (angolul)